# Cmentarz żydowski w Drawsku Pomorskim
Cmentarz żydowski w Drawsku Pomorskim – został założony w XIX wieku (najstarsza wzmianka o nim pochodzi z 1861 roku). Zachowało się jedynie kilka zniszczonych macew. Zajmuje nieogrodzony teren o powierzchni 0,1 ha przy obecnej ul. Łąkowej.